# Великая Гать (Ивацевичский район)
Великая Гать (бел. Вялікая Гаць)  — деревня  в Ивацевичском районе Брестской области Белоруссии. Входит в состав Святовольского сельсовета.

## География
Стоит на европейской автомагистрали Р-6.

## Население
| 1999 |
| ---- |
| 927  |

## Известные уроженцы, жители
Басалай, Василий Николаевич  (1950 — 2000) — белорусский инженер, экономист и политик, член Совета Республики Национального собрания Республики Беларусь I созыва (1997—2000).

## Инфраструктура
Личное подсобное хозяйство с зоной сельскохозяйственного использования, индивидуальная застройка усадебного типа.
Основа экономики — сельское хозяйство.

## Транспорт
Деревня доступна автотранспортом. Остановка общественного транспорта «Великая Гать». 